# Малоудалово
Малоудалово — деревня в Ишимском районе Тюменской области России. Входит в состав Дымковского сельского поселения.

## История
До 1917 года входила в состав Безруковской волости Ишимского уезда Тюменской губернии. По данным на 1926 год состояла из 131 хозяйства. В административном отношении входила в состав Удаловского сельсовета Жиляковского района Ишимского округа Уральской области.

## Население
| 2010 |
| ---- |
| 249  |

По данным переписи 1926 года в деревне проживало 681 человек (318 мужчин и 363 женщины), в том числе: русские составляли 99 % населения.
Согласно результатам переписи 2002 года, в национальной структуре населения русские составляли 94 % из 223 чел.